# Anthaxia espanoli
Anthaxia espanoli es una especie de escarabajo del género Anthaxia, familia Buprestidae. Fue descrita científicamente por Cobos en 1954.